# Canton de Meymac
Le canton de Meymac est une ancienne division administrative française située dans le département de la Corrèze, en région Limousin.
Avec le redécoupage cantonal de 2014, la commune de Meymac est devenue le bureau centralisateur du nouveau canton du Plateau de Millevaches.

## Histoire
Le canton de Meymac est l'un des cantons de la Corrèze créés en 1790, en même temps que la plupart des autres cantons français. Il a d'abord été rattaché au district d'Ussel avant de faire partie de l'arrondissement d'Ussel jusqu'en 1926, puis de l'arrondissement de Tulle jusqu'en 1943, puis à nouveau de l'arrondissement d'Ussel.

### Redécoupage cantonal de 2014-2015
Par décret du 24 février 2014, le nombre de cantons du département est divisé par deux, avec mise en application aux prochaines élections départementales prévues en mars 2015. Le canton de Meymac est supprimé à cette occasion. Ses dix communes sont rattachées au canton du Plateau de Millevaches dont le bureau centralisateur reste fixé à Meymac.

## Géographie
Ce canton était organisé autour de Meymac dans l'arrondissement d'Ussel. Son altitude variait de 471 m (Darnets) à 973 m (Meymac) pour une altitude moyenne de 694 m.

## Représentation

### Conseillers d'arrondissement (de 1833 à 1940)
Le canton de Meymac avait deux conseillers d'arrondissement à partir de 1901.
| Période                                  | Période | Identité                  | Étiquette   | Qualité |
| ---------------------------------------- | ------- | ------------------------- | ----------- | --- |
| 1833                                     | 1848    | Pierre Montbazet          |             | Maire de Meymac                                                                                             |
|                                          |         |                           |             | |
| 1883                                     | 1886    | Arthur-Vincent Delmas     | Républicain | Pharmacien à Meymac                                                                                         |
| 1886                                     | 1901    | Antoine Pécresse          | Républicain | Propriétaire à Combressol, maire de Davignac                                                                |
| 1901                                     |         | Alfred Binet du Jassoneix |             | Médecin, adjoint au maire de Meymac                                                                         |
| 1901                                     |         | Jean Audy                 |             | Maire d'Ambrugeat                                                                                           |
|                                          |         |                           |             | |
|                                          | 1940    | M. Combasteil             | Radical     | |
| 1940                                     |         |                           |             | Les conseils d'arrondissement ont été suspendus par la loi du 12 octobre 1940 et n'ont jamais été réactivés |
| Les données manquantes sont à compléter. |         |                           |             | |

### Conseillers généraux de 1833 à 2015
| Période                                  | Période                   | Identité                                        | Étiquette                   | Qualité |
| ---------------------------------------- | ------------------------- | ----------------------------------------------- | --------------------------- | --- |
| Les données manquantes sont à compléter. |                           |                                                 |                             | |
| 1833                                     | 1848                      | Jacques Brindel (1787-1863)                     |                             | Avocat à Ussel, juge suppléant |
| 1848                                     | 1852                      | Jean François Arnaud Lachaud (1805-1879)        | Républicain                 | Notaire à Meymac |
| 1852                                     | 1870                      | Joseph Treich-Laplène (1818-1871)               |                             | Juge de paix |
| 1870                                     | 1880                      | Georges Maison                                  | Droite                      | Notaire - Maire de Meymac |
| 1880                                     | 1882 (décès)              | Pierre Dubernard                                | Républicain                 | Premier adjoint au maire de Meymac |
| 1882                                     | 1886                      | Joseph Lachaud (1842-1894, fils de J.F.Lachaud) | Républicain                 | Notaire à Meymac |
| 1886                                     | 1919                      | Arthur-Vincent Delmas                           | Républicain Rad.            | Pharmacien puis distillateur- Maire de Meymac (1886-1919), conseiller d'arrondissement Député (1894-1914)                                                                                                   |
| 1919                                     | 1941 (démission d'office) | Clément Rambaud                                 | Rad.                        | Industriel Président de la chambre de commerce de Tulle-Ussel Maire de Meymac (1925-1941) Révoqué par le Gouvernement de Vichy                                                                              |
|                                          |                           |                                                 |                             | |
| 1945                                     | 1951                      | Joseph Soullier (1898-1980)                     | Front national (Résistance) | Médecin, Meymac |
| 1951                                     | 1968 (décès)              | Marcel Audy                                     | Rad.                        | Exploitant forestier Sénateur (1959-1968) Maire de Meymac |
| 17 mars 1968                             | 1988 (démission)          | Jacques Chirac                                  | UDR puis RPR                | Député de la Corrèze (1967, 1968, 1973, 1976-1986 et 1988-1995) Maire de Paris (1977-1995) Ministre (1971-1972, 1972-1974) Premier Ministre (1974-1976 et 1986-1988) Président de la République (1995-2007) |
| 1988                                     | 2008                      | Georges Pérol                                   | RPR puis DVD                | Haut fonctionnaire Conseiller régional Maire de Meymac (1977-2001) |
| 2008                                     | 2015                      | Jean-Pierre Audy (fils de Marcel Audy)          | UMP                         | Expert-comptable, commissaire aux comptes Député au Parlement européen (2005-2014) Conseiller municipal de Meymac                                                                                           |

## Composition
Le canton de Meymac regroupait dix communes et comptait 4 575 habitants au 1er janvier 2012.
| Nom                    | Code Insee | Intercommunalité                        | Population (dernière pop. légale) |
| ---------------------- | ---------- | --------------------------------------- | --------------------------------- |
| Meymac (chef-lieu)     | 19136      | CC Haute-Corrèze Communauté             | 2 428 (2014)                      |
| Alleyrat               | 19006      | CC Haute-Corrèze Communauté             | 96 (2014)                         |
| Ambrugeat              | 19008      | CC Haute-Corrèze Communauté             | 197 (2014)                        |
| Combressol             | 19058      | CC Haute-Corrèze Communauté             | 338 (2014)                        |
| Darnets                | 19070      | CC de Ventadour - Égletons - Monédières | 359 (2014)                        |
| Davignac               | 19071      | CC Haute-Corrèze Communauté             | 228 (2014)                        |
| Maussac                | 19130      | CC Haute-Corrèze Communauté             | 428 (2014)                        |
| Péret-Bel-Air          | 19159      | CC de Ventadour - Égletons - Monédières | 96 (2014)                         |
| Saint-Sulpice-les-Bois | 19244      | CC Haute-Corrèze Communauté             | 80 (2014)                         |
| Soudeilles             | 19263      | CC de Ventadour - Égletons - Monédières | 311 (2014)                        |

## Démographie
| 1962  | 1968  | 1975  | 1982  | 1990  | 1999  | 2006  | 2011  | 2012  |
| ----- | ----- | ----- | ----- | ----- | ----- | ----- | ----- | ----- |
| 5 238 | 5 026 | 4 716 | 4 603 | 4 772 | 4 657 | 4 760 | 4 580 | 4 575 |